# Liste der Kulturdenkmale in Weßnig
In der Liste der Kulturdenkmale in Weßnig sind die Kulturdenkmale des Torgauer Ortsteils Weßnig verzeichnet, die bis August 2020 vom Landesamt für Denkmalpflege Sachsen erfasst wurden (ohne archäologische Kulturdenkmale). Die Anmerkungen sind zu beachten.
Diese Aufzählung ist eine Teilmenge der Liste der Kulturdenkmale in Torgau.

## Weßnig
| Bild           | Bezeichnung                                                                           | Lage                                | Datierung                                            | Beschreibung | ID       |
| -------------- | ------------------------------------------------------------------------------------- | ----------------------------------- | ---------------------------------------------------- | --- | -------- |
| Weitere Bilder | Neues Herrenhaus des Rittergutes                                                      | Gutshof 1 (Karte)                   | Um 1900                                              | Markantes Gebäude im Stil der Deutschen Neorenaissance, belebt von geschweiften Giebeln und Ecktum, heute als Schule genutzt, baugeschichtlich und ortsgeschichtlich sowie künstlerisch bedeutend. Zweigeschossiger Putzbau mit Krüppelwalmdach, polygonalem Eckturm, eingeschossigem Portalanbau und originaler Einfriedung, im Innern markantes Treppenhaus. | 09286288 |
| Weitere Bilder | Gutspark des Rittergutes                                                              | Gutshof 1, 2 (Karte)                | 19. Jahrhundert (Eiskeller); um 1900 (Gutspark)      | Parkanlage im Landschaftsstil, mit Teich, ortsgeschichtlich, gartenkünstlerisch und landschaftsgestalterisch bedeutend. Eiskeller: Spitztonne in gemischtem Natursteinmauerwerk (Sandstein, Feldstein, Raseneisenstein), Eingang mit profiliertem Steingewände (Renaissanceprofil, vermutlich zweitverwendet), Erdabdeckung als Hügel gestaltet, darauf wohl schon ursprünglich Pavillon (jetziger Pavillon in Metallkonstruktion kein Denkmal). | 09302589 |
| Weitere Bilder | Altes Herrenhaus des Rittergutes                                                      | Gutshof 2 (Karte)                   | 1. Hälfte 19. Jahrhundert                            | Zweigeschossiges Gebäude mit Fachwerk im Obergeschoss und einseitigem Krüppelwalm, markantes ländliches Gebäude, baugeschichtlich und ortsgeschichtlich bedeutend | 09286289 |
| Weitere Bilder | Kirche mit Ausstattung, Kirchhof, acht Grabmale und Einfriedungsmauer                 | Lindenstraße 3 (Karte)              | 1803/1804 (Kirche); 1879 (Orgelprospekt)             | Beeindruckende Saalkirche mit weithin sichtbarem Turm, baugeschichtlich und ortsgeschichtlich von Bedeutung. - Verputzter Backsteinbau. Großer rechteckiger Emporensaal mit polygonalem Ostschluss. Der quadratische eingezogene Westturm über dem First des Satteldaches ins Achteck übergehend, mit weithin sichtbarer geschweifter Haube und Laterne. Im Innern durchgehend flach gedeckt. Die Ausstattung weitestgehend aus der Entstehungszeit: Kanzelaltar in architektonischer Rahmung, Taufe und umlaufende Emporen, alte Gestühl, an den Längsseiten zweigeschossig und mit eingebauten Patronatslogen. Neogotischer Orgelprospekt. Glasmalerei im südlichen Fenster des Polygons (um 1900), Vasa Sacra als Teil der Ausstattung ebenfalls geschützt. Grabplatte mit Inschrift und Zierrat für Christiana Magdalena von der Pforta (1668–1701) in der Kirche. - Denkmalwerte Grabstätten auf dem Kirchhof: - Kumer, Reinhold (gestorben 1883), Kindergrabstein, geöffnetes Buch auf Unterlage - Töpfern, Amalia Leopoldine (gestorben 1801) und wohl auch andere Familienmitglieder, kannelierte Säule mit ovalem Inschriftfeld und weitere Stele mit Kranz und Aufsatz - Unbekannt, liegende Grabplatte mit Gottesauge, Gehänge und Inschrift (mit größerem Aufwand noch zu entziffern), 1. Hälfte 19. Jahrhundert - Unbekannt, Inschriftengrabstein, zwölf Zeilen (mit größerem Aufwand in Teilen noch zu entziffern), 19. Jahrhundert - Unbekannt, kleiner Stein mit Tuchgehänge, darauf Inschrift, und Baummotiv, 1. Hälfte 19. Jahrhundert - Unbekannt, kleiner Stein mit Tuchgehänge, darauf Inschrift, zwischen zwei Pfeilern der Kirchhofsmauer, 1. Hälfte 19. Jahrhundert - Unbekannt, Grabkreuz mit schmiedeeiserner Einfassung, 1. Hälfte 19. Jahrhundert - Unbekannt, liegende Grabplatte, unmittelbar neben Nummer 8, 1. Hälfte 19. Jahrhundert | 09286295 |
| Weitere Bilder | Ehemaliges Gutsarbeiterhaus                                                           | Lindenstraße 7 (Karte)              | 2. Hälfte 19. Jahrhundert                            | Eingeschossiger Putzbau mit Satteldach, ortsgeschichtlich bedeutend | 09286294 |
| Weitere Bilder | Reihenhaus mit vier Gutsarbeiterhäusern                                               | Lindenstraße 10, 12, 14, 16 (Karte) | 2. Hälfte 19. Jahrhundert                            | Langgestreckter, eingeschossiger Putzbau mit Satteldach, ortsgeschichtlich bedeutend | 09286292 |
| Weitere Bilder | Gasthof mit Saalanbau                                                                 | Lindenstraße 20 (Karte)             | Mitte 19. Jahrhundert                                | Markantes Gebäude mit bewegter Dachlandschaft, bedeutsam für das Ortsbild, baugeschichtlich und ortsgeschichtlich von Bedeutung | 09286291 |
| Weitere Bilder | Denkmal für die Gefallenen des Ersten Weltkrieges und Grabmal auf dem Friedhof Weßnig | Lindenstraße 25 (Karte)             | Nach 1918 (Kriegerdenkmal); 1919 (Grabmal Schlenker) | Grabmal der Rittergutsfamilie Schlenker, ortsgeschichtlich bedeutend. - Das Kriegerdenkmal besteht aus einem abgestuften Sockel, einer wuchtigen Stele mit seitlichen Säulen und einem Aufsatz mit Helm. Die Vorderseite wird durch ein Kreuz verziert. - Grabmal Schlenker, Louis, Rittergutsbesitzer (1859–1919) und Ida Schlenker (1861–1941), schlichte, aber zugleich noble Grabwand nach 1900 mit erhöhtem Mittelteil | 09304370 |
|                | Ehemaliges Gutsarbeiterhaus                                                           | Zur Aue 1 (Karte)                   | 19. Jahrhundert                                      | Eingeschossiger Putzbau mit Satteldach, weitestgehend ursprünglich erhalten, ortsgeschichtlich bedeutend | 09286290 |

## Tabellenlegende
- Bild: Bild des Kulturdenkmals, ggf. zusätzlich mit einem Link zu weiteren Fotos des Kulturdenkmals im Medienarchiv Wikimedia Commons. Wenn man auf das Kamerasymbol klickt, können Fotos zu Kulturdenkmalen aus dieser Liste hochgeladen werden:
- Bezeichnung: Denkmalgeschützte Objekte und ggf. Bauwerksname des Kulturdenkmals
- Lage: Straßenname und Hausnummer oder Flurstücknummer des Kulturdenkmals. Die Grundsortierung der Liste erfolgt nach dieser Adresse. Der Link (Karte) führt zu verschiedenen Kartendiensten mit der Position des Kulturdenkmals. Fehlt dieser Link, wurden die Koordinaten noch nicht eingetragen. Sind diese bekannt, können sie über ein Tool mit einer Kartenansicht einfach nachgetragen werden. In dieser Kartenansicht sind Kulturdenkmale ohne Koordinaten mit einem roten bzw. orangen Marker dargestellt und können durch Verschieben auf die richtige Position in der Karte mit Koordinaten versehen werden. Kulturdenkmale ohne Bild sind an einem blauen bzw. roten Marker erkennbar.
- Datierung: Baubeginn, Fertigstellung, Datum der Erstnennung oder grobe zeitliche Einordnung entsprechend des Eintrags in der sächsischen Denkmaldatenbank
- Beschreibung: Kurzcharakteristik des Kulturdenkmals entsprechend des Eintrags in der sächsischen Denkmaldatenbank, ggf. ergänzt durch die dort nur selten veröffentlichten Erfassungstexte oder zusätzliche Informationen
- ID: Vom Landesamt für Denkmalpflege Sachsen vergebene, das Kulturdenkmal eindeutig identifizierende Objekt-Nummer. Der Link führt zum PDF-Denkmaldokument des Landesamtes für Denkmalpflege Sachsen. Bei ehemaligen Kulturdenkmalen können die Objektnummern unbekannt sein und deshalb fehlen bzw. die Links von aus der Datenbank entfernten Objektnummern ins Leere führen. Ein ggf. vorhandenes Icon  führt zu den Angaben des Kulturdenkmals bei Wikidata.